# 安東連忠
安東 連忠（あんどう つらただ）は、戦国時代から安土桃山時代にかけての武将。豊後国戸次氏の家臣。

## 略歴
藤姓安東氏は藤原氏の秀郷流の流れを汲むとされる、鎌倉時代以降に豊後を中心に九州北部に広がった一族。
安東家忠の子として誕生。戸次鑑連・立花宗茂に仕え家老を務める。兄・連実が戦死し、後に鑑連が立花山城に移って以降に父・家忠が隠居し、その家督を甥・連直が継承したが幼少の為に連忠が後見人となって名代や輔佐役を勤め、書状などの署名を行う。
道雪に従って筑前、豊前、豊後など各地を転戦、菊池義武討伐、本庄統綱討伐、秋月文種討伐、小金原（清水原）の戦い、太宰府の戦い、筑後国遠征の筒川合戦（久留米合戦）にも参戦して戦功を立て、生涯15通ほどの感状をもらったという。
連忠は1000石を賜って分家し、立花氏が筑後柳川に転封する際、約40町の領地を受領した。子孫は奥平松平家家臣となる。
また、『柳河藩享保八年藩士系図』の堀善右衛門系譜に掲載される天正14年（1586年）の連署知行打渡状の家老の連署の中に「安東紀伊入道雪貢」の名が見える。